# Oxylamia tepahius
Oxylamia tepahius är en skalbaggsart som beskrevs av Dillon 1959. Oxylamia tepahius ingår i släktet Oxylamia och familjen långhorningar. Inga underarter finns listade i Catalogue of Life.